# 아스터 브랑크스
아스터 얀 브랑크스(프랑스어: Aster Jan Vranckx, 2002년 10월 4일 ~ )는 벨기에의 축구 선수이다. 그의 포지션은 미드필더로, 현재 독일 분데스리가의 VfL 볼프스부르크에서 활약하고 있다.

## 클럽 경력
2018년 12월 3일, 브랑크스는 메헬렌과 첫 프로 계약을 맺었다. 브랑크스는 3-0으로 패한 헹크와의 2019년 벨기에 슈퍼컵 경기에서 메헬렌 데뷔전을 치렀다. 2020년 12월 9일, 시즌 종료 후인 2021년 7월 VfL 볼프스부르크로 이적이 발표되었다.
2022년 9월 1일, 브랑크스는 완전 영입 옵션과 함께 이탈리아 세리에 A의 밀란으로 1년 임대 이적하였다.

## 국가대표팀 경력
브랑크스는 벨기에에서 벨기에인 아버지와 콩고인 어머니 사이에서 태어났다. 그는 벨기에 청소년 국가대표로 활약했다.
2023년 6월, 그는 오스트리아와 에스토니아와의 UEFA 유로 2024 예선 경기를 앞두고 벨기에 성인 국가대표팀에 차출되었다.